# Металац (Горній Милановаць)
Футбольний клуб «Металац» Горній Милановаць або просто «Металац» (серб. Фудбалски клуб Металац) — професійний сербський футбольний клуб з міста Горні Мілановац.

## Відомі гравці
До цього списку ввійшли футболісти, які виступали у складі своїх національних збірних:
- Місдонгард Бетолнгар
- Кваме Боатенг
- Никола Карчев
- Янко Симович
- Марко Мирич
- Александар Седлар

## Відомі тренери
Станом на липень 2014 року
| Національність | Ім'я та прізвище тренера            | Період                                                                                 |
| -------------- | ----------------------------------- | -------------------------------------------------------------------------------------- |
| Сербія         | Ненад Ванич                         | травень 2015-теп. час                                                                  |
| Сербія         | Александар Янич                     | 1 січня 2014-15 червня 2014                                                            |
| Сербія         | Славенко Кузелєвич                  | 1 липня 2013-30 червня 2014; 1 липня 2005-30 червня 2009                               |
| Сербія         | Владика Петрович                    | 14 вересня 2012-30 червня 2013; 1 січня 2012-30 червня 2012; липень 2014- травень 2015 |
| Сербія         | Драган Лакманович                   | 1 липня 2012-9 вересня 2012                                                            |
| Сербія         | Йовиця Шкоро                        | 17 жовтня 2011-31 грудня 2011                                                          |
| Сербія         | Нешко Милованович                   | 1 жовтня 2011-17 жовтня 2011                                                           |
| Сербія         | Милан Джуричич                      | 11 липня 2011-27 вересня 2011                                                          |
| Сербія         | Ненад Милованович                   | 12 квітня 2011-8 липня 2011; 1 липня 2009-30 квітня 2010                               |
| Сербія         | Міодраг Раданович                   | 1 листопада 2010-12 квітня 2011                                                        |
| Сербія         | Звонко Живкович                     | 1 липня 2010-1 листопада 2010                                                          |
| Югославія      | Невідомо                            | 1991-2008                                                                              |
| Югославія      | Люба Дамлянович та Славолюб Ракович | 1980–1991                                                                              |
| Югославія      | Зоран Маринкович                    | 1979–1980                                                                              |
| Югославія      | Любинко Джунович                    | 1977–1978                                                                              |
| Югославія      | Невідомо                            | 1975–1977                                                                              |
| Югославія      | Никола Драгичевич                   | 1974-1975                                                                              |
| Югославія      | Любинко Джунович                    | 1974                                                                                   |
| Югославія      | Боро Катанич                        | 1974                                                                                   |
| Югославія      | Періца Тержич                       | 1973                                                                                   |
| Югославія      | Славолюб Ракович                    | 1973                                                                                   |
| Югославія      | Никола Божич                        | 1973                                                                                   |
| Югославія      | Любинко Джунович                    | 1970-1972                                                                              |
| Югославія      | Йовичич та Станич                   | 1970                                                                                   |
| Югославія      | Любинко Джунович                    | 1968-1969                                                                              |
| Югославія      | Славолюб Ракович                    | 1967-1968                                                                              |
| Югославія      | Милован Вучичевич                   | 1966-1967                                                                              |
| Югославія      | Мито Чохов                          | 1962-1964                                                                              |
| Югославія      | Невідомо                            | 1961-1962                                                                              |